# Altes Postgebäude Gehrden

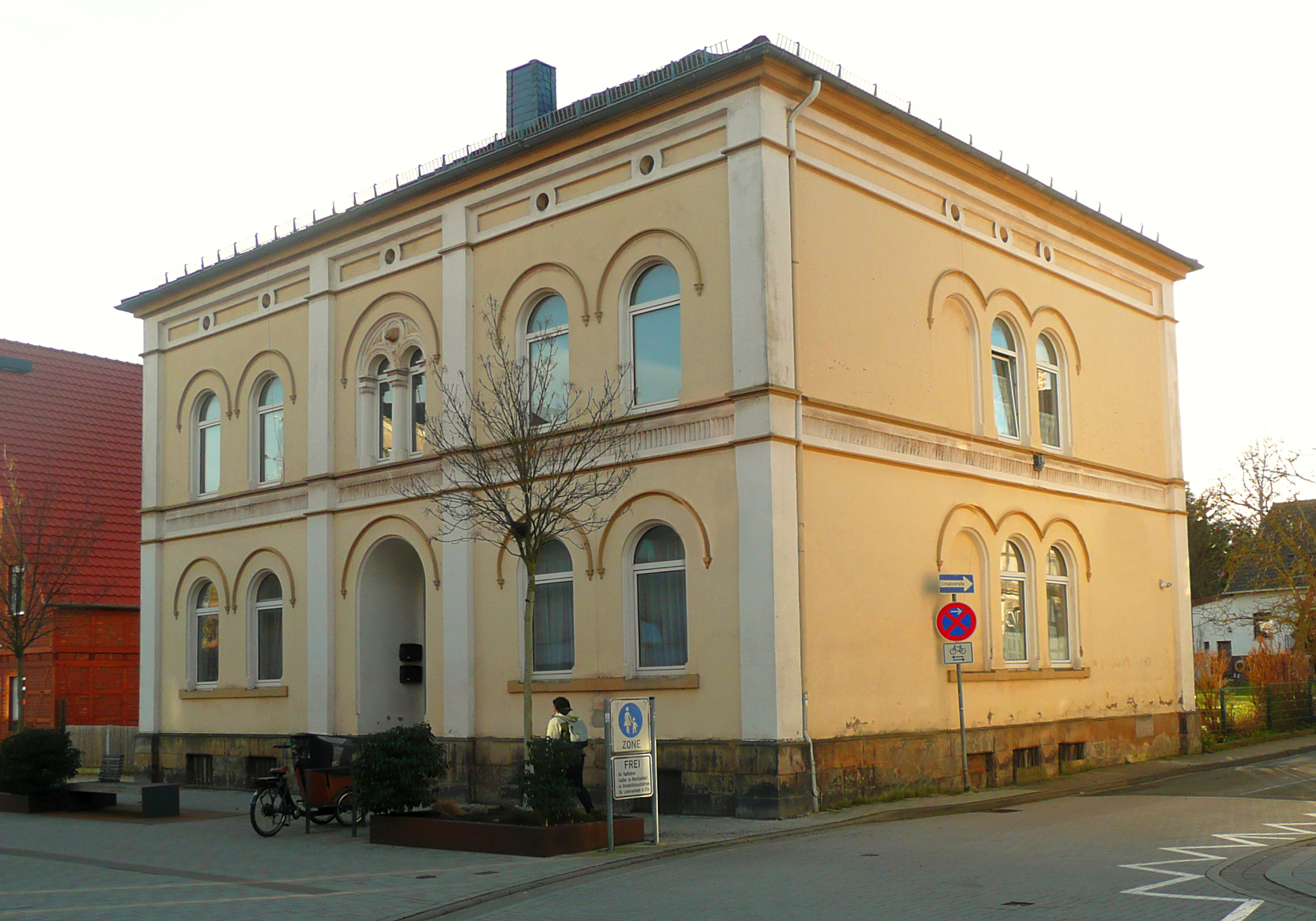
Ehemaliges Postgebäude von Gehrden

Das ehemalige Postgebäude ist ein  denkmalgeschütztes Bauwerk in Gehrden in der Region Hannover in Niedersachsen.
Das durch seine Lage und Gestaltung stadtbildprägende Gebäude dient heute als Wohnhaus.

## Beschreibung

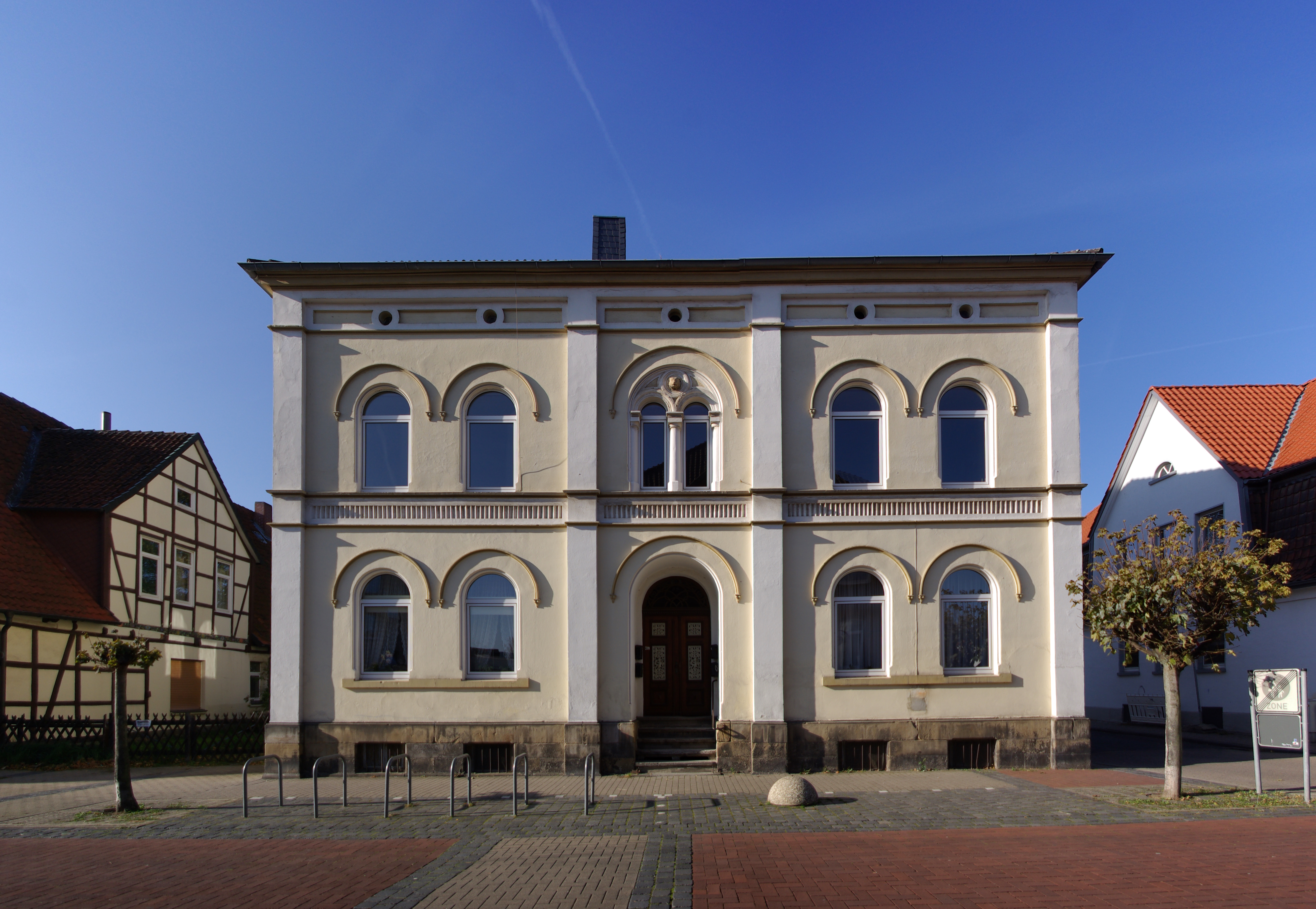
Frontansicht

In der Mitte des 19. Jahrhunderts entwickelte sich Gehrdens nördliche Ausfallstraße Steinweg zu einer Wohn- und Geschäftsstraße. Das 1858 errichtete Gebäude war eines der repräsentativsten Bauwerke in diesem Ortsbereich.
Das gedrungen wirkende, zweigeschossige, fünfachsige, klassizistische Bauwerk auf Werksteinsockel unter Walmdach ist mit Kranzgesimsen, Lisenen und rundbogigen Fenster- und Türöffnungen streng symmetrisch gegliedert. Das auf einem Eckgrundstück weitgehend freistehende Putzgebäude prägt als streng kubisch wirkender Massivbau das Straßenbild.
Der Denkmalschutz ist mit der städtebaulichen Bedeutung sowie aufgrund des geschichtlichen Zeugnis- und Schauwertes durch beispielhafte Ausprägung eines Gebäudetypus begründet.

## Die Post in Gehrden
Mitte des 19. Jahrhunderts erfolgte die Postversorgung zwischen Hannover und Gehrden einmal wöchentlich durch Boten. Zudem war der Ratskeller Gehrden Ausspannstation für Fuhrwerke und diente auch dem Postwechsel.
Das Rittergut Franzburg und die Zuckerfabrik Neuwerk ließen ihre Post durch eigene Boten transportieren.
In Barsinghausen gab es seit 1861 und in Wennigsen seit 1864 Poststationen. Erst am 1. Mai 1866, kurz vor der Besetzung des Königreichs Hannover durch preußische Truppen im Juni 1866, wurde auch in Gehrden im Gebäude Steinweg 14 eine Poststelle eröffnet. Sie hatte den Rang einer Postexpedition, das heißt, sie konnte alle damaligen Postdienste erbringen.  Ab 1868 transportierten Landbriefträger die Korrespondenz sechsmal wöchentlich.
Nach der Eröffnung der Deisterbahn 1872 wurde die Post von und nach Gehrden über den Bahnhof Weetzen transportiert.
Die Gehrdener Post zog im Jahr 1904 in ein direkt an der Überlandstraßenbahntrasse gelegenes Gebäude an der Ecke Gartenstraße/Nordstraße. Ab 1910 diente die Straßenbahn dem Posttransport zwischen Gehrden und Hannover. Seit 1928 transportiert die Post alle Postsendungen mit Kraftfahrzeugen.
Das Postgebäude an der Gartenstraße wurde 1947 durch einen Neubau ersetzt. Im Jahr 1975 zog das Gehrdener Postamt von dort in einen Neubau am Markt.